# Amthof 10 (Alsfeld)

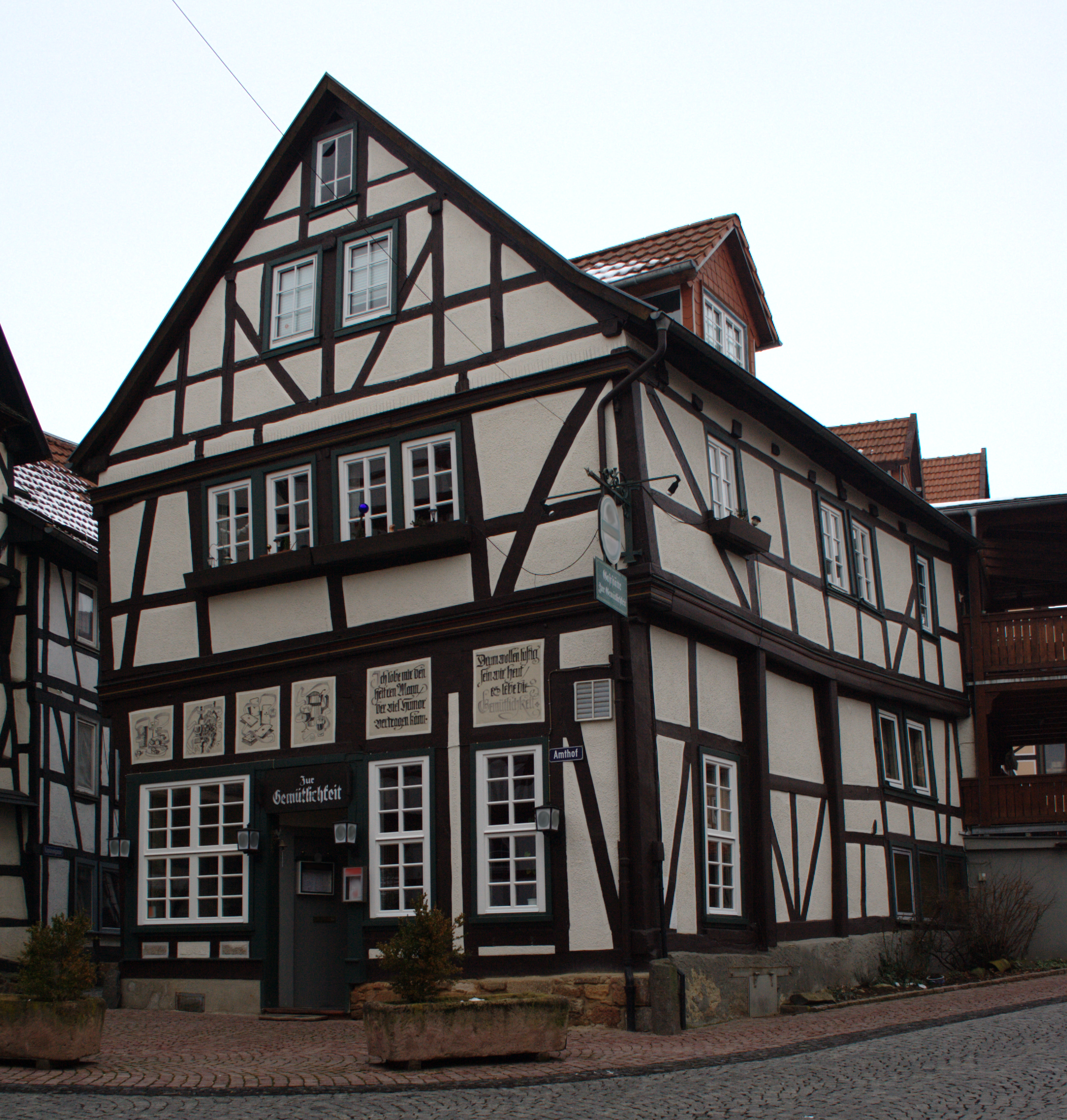
Haus Amthof 10 in Alsfeld

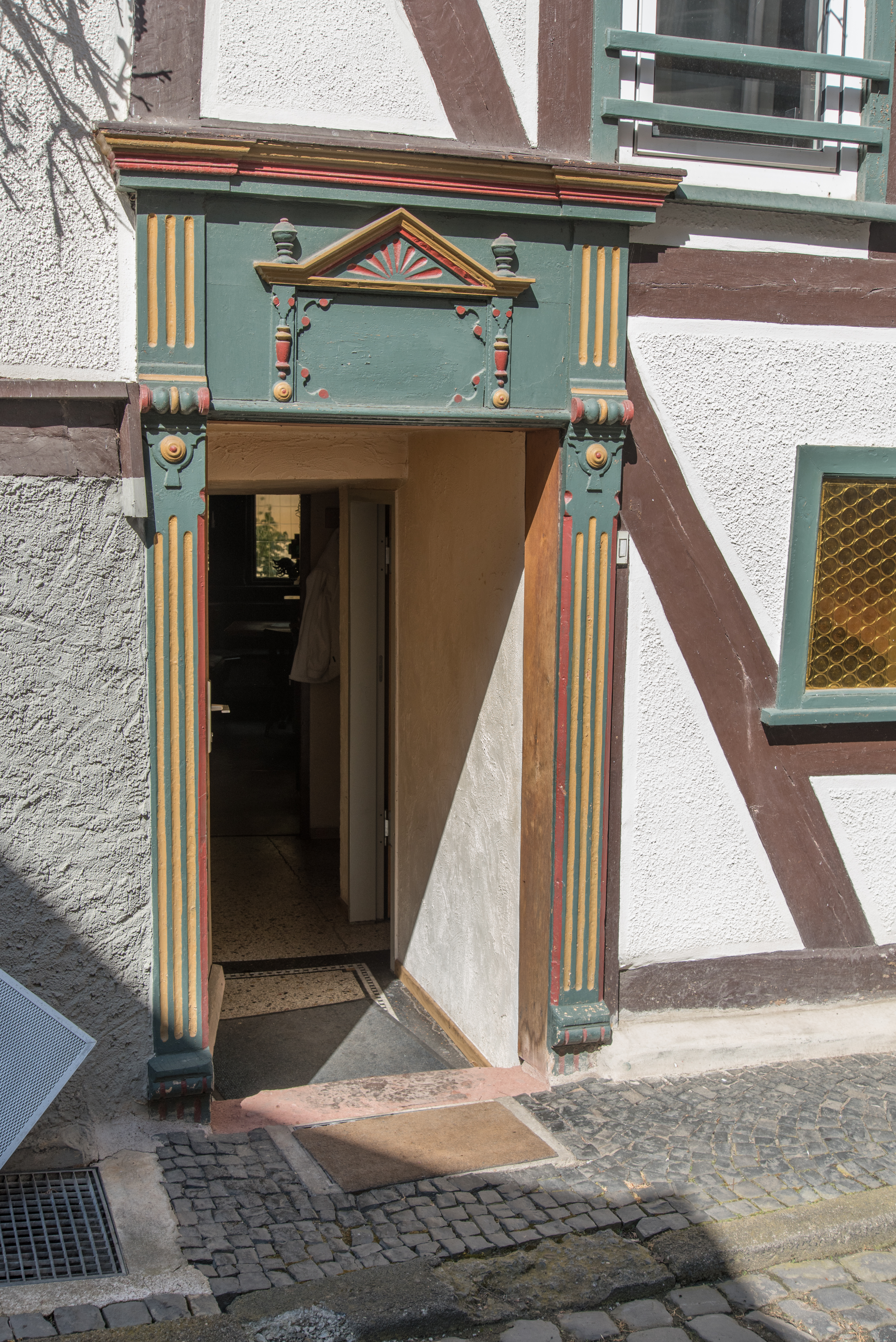
Tür

Das Gebäude Amthof 10 in Alsfeld, einer Stadt im Vogelsbergkreis in Hessen, wurde vermutlich im 17. Jahrhundert errichtet. Das Fachwerkhaus ist ein geschütztes Kulturdenkmal.
Das Wohn- und Gasthaus an der westlichen Platzseite erstreckt sich in der Längenausdehnung bis tief in die Parzelle. Das Gebäude wurde oft umgebaut. An der platzseitigen Fassade findet sich eine einfache Fachwerkstruktur, die von Streben verfestigt wird.